# Peng Shuai
Peng Shuai (chiń. upr. 彭帅; chiń. trad. 彭帥; pinyin Péng Shuài; ur. 8 stycznia 1986 w prowincji Hunan) – chińska tenisistka, mistrzyni wielkoszlemowego Wimbledonu 2013 i Rolanda Garrosa 2014 oraz WTA Finals 2013 w grze podwójnej, od 17 lutego do 6 lipca 2014 liderka rankingu WTA deblistek. Zawodniczka praworęczna, grająca oburęczny forhend i bekhend.

## Kariera tenisowa
W 2000 roku Peng rozpoczęła występy w turniejach Międzynarodowej Federacji Tenisowej na terenie Chin. Już rok później po raz pierwszy wystąpiła w imprezie WTA. Organizatorzy zawodów w Szanghaju przyznali jej wówczas dziką kartę, uprawniającą do startu w drabince głównej. Peng przegrała z Tamarine Tanasugarn. W 2002 po raz kolejny miała możliwość występu w gronie najlepszych, tym razem w Los Angeles. Odpadła w pierwszym spotkaniu ze Słowenką Tiną Pisnik. Sytuacja niewiele zmieniła się w następnym sezonie, kiedy to Peng została pokonana w meczach otwarcia w Indian Wells i Miami przez tę samą zawodniczkę – Claudine Schaul. Przełom nastąpił w olimpijskim roku 2004. Chinka po raz pierwszy w profesjonalnym tenisie zeszła z kortu zwycięska, eliminując w Cincinnati Jill Craybas i Alinę Żydkową. Uległa potem Wierze Zwonariowej. Zadebiutowała w Wielkim Szlemie na kortach Wimbledonu. Ponadto awansowała do czołowej setki rankingu światowego.
Na otwarcie roku 2005 sprawiła kolejną niespodziankę, dochodząc do półfinału w Sydney. Przeszła eliminacje, po czym odniosła triumfy nad Anastasiją Myskiną i Nadią Pietrową, kapitulując dopiero w konfrontacji z Alicią Molik. W sierpniu rozegrała fenomenalny turniej w San Diego, wygrywając z takimi gwiazdami jak Jelena Diemientjewa, Kim Clijsters i Dinara Safina. Pokonana w półfinale przez Mary Pierce. W międzyczasie awansowała do grona pięćdziesięciu najlepszych zawodniczek na kuli ziemskiej.
W maju 2006 Peng znalazła się w półfinale niewielkiej imprezy w Pradze, gdzie przegrała z Samanthą Stosur. W Strasburgu osiągnęła finał, co pozostaje najważniejszym wynikiem w jej singlowej karierze. Uległa wówczas Nicole Vaidišovej 6:7, 3:6. We wrześniu była też w jednej drugiej finału przed własną publicznością w Pekinie.
W sezonie 2007 jej pierwszym dobrym wynikiem był półfinał w Pattaya, przegrany z Sybille Bammer. W Charleston odniosła zwycięstwo nad Patty Schnyder. Ponownie dała o sobie znać w Toronto, gdzie zaszła do trzeciej rundy, eliminując Caroline Wozniacki i Katarinę Srebotnik. Nie sprostała Justine Henin. We wrześniu awansowała do półfinału w Pekinie, wygrywając z Martiną Hingis i Amélie Mauresmo, tenisistkami wysoko rozstawionymi.
W maju 2013 zwyciężyła w turnieju kategorii WTA Premier 5 w Rzymie. Razem z Hsieh Su-wei pokonała w finale Sarę Errani i Robertę Vinci wynikiem 4:6, 6:3, 10–8. W tym miesiącu osiągnęła też singlowy finał w Brukseli, w którym uległa Kai Kanepi 2:6, 5:7. Na przełomie czerwca i lipca triumfowała w wielkoszlemowym Wimbledonie, gdzie razem z Hsieh Su-wei wygrała 7:6(1), 6:1 z parą Ashleigh Barty–Casey Dellacqua. Następne zwycięstwo osiągnęły w Cincinnati, pokonując w finale Annę-Lenę Grönefeld i Květę Peschke 2:6, 6:3, 12–10. We wrześniu debel triumfował w Kantonie, wygrywając w finale z Vanią King i Galiną Woskobojewą 6:3, 4:6, 12–10. Pod koniec sezonu zwyciężyły w turnieju WTA Tour Championships w Stambule. Wygrały w finale z Jekatieriną Makarową oraz Jeleną Wiesniną 6:4, 7:5.
Na początku sezonu 2014 Chinka osiągnęła finał w Shenzhen, w którym przegrała z Li Na wynikiem 4:6, 5:7. Podczas notowania dnia 17 lutego awansowała na pierwsze miejsce w zestawieniu deblistek. W sezonie 2014 Azjatki wygrały też w zawodach w Ad-Dausze, pokonując w ostatnim spotkaniu Květę Peschke i Katarinę Srebotnik wynikiem 6:4, 6:0. Następnie zwyciężyły w Indian Wells, wygrywając z parą Cara Black–Sania Mirza 7:6(5), 6:2. Na przełomie maja i czerwca osiągnęły wielkoszlemowy triumf na kortach French Open. W meczu mistrzowskim pokonały Sarę Errani i Robertę Vinci 6:4, 6:1. Sprawiła dużą niespodziankę, dochodząc do półfinału US Open, gdzie w drugim secie była zmuszona poddać mecz z Caroline Wozniacki, najprawdopodobniej z powodu udaru słonecznego. Razem z Andreą Hlaváčkovą pokonały w finale w Pekinie Black i Mirzę 6:4, 6:4. W kończącym sezon Turnieju Mistrzyń razem z Hsieh ponownie zmierzyły się z parą Black–Mirza, tym razem ulegając 1:6, 0:6.

## Oskarżenie o molestowanie oraz zaginięcie
2 listopada 2021 opublikowała na swoim profilu na portalu Weibo wpis, w którym oskarżyła byłego wicepremiera Chin Zhanga Gaoliego o molestowanie seksualne. Po kilkudziesięciu minutach oświadczenie zostało usunięte, a sama Peng nie była widziana publicznie od tamtego czasu.
14 listopada dyrektor WTA Steve Simon wezwał chińskie władze do zbadania sprawy oraz oświadczył, że nikt związany z federacją, w tym również zawodnicy, nie był w stanie skontaktować się bezpośrednio z tenisistką.
Po prawie dwóch tygodniach nieaktywności ze strony Chinki głos w tej sprawie zaczęli zabierać inni tenisiści, którzy za pośrednictwem mediów społecznościowych udostępniali wizerunek Peng z dołączonym hasztagiem #WhereIsPengShuai (pol. Gdzie jest Peng Shuai?). W akcję włączyli się m.in. Serena Williams, Andy Murray, Agnieszka Radwańska, jak również osoby spoza środowiska tenisowego, np. Zbigniew Boniek.
Po nagłośnieniu sprawy Simon otrzymał maila rzekomo napisanego przez Peng, w którym oświadczono, że oskarżenia są fałszywe, a sama tenisistka jest bezpieczna. Wiarygodność wiadomości wzbudziła jednak spore zastrzeżenia, czego konsekwencją było kolejne oświadczenie WTA w tej sprawie, w którym federacja zastrzegła, że dopóki nie otrzyma realnego dowodu na to, że zawodniczka jest bezpieczna, kobiece turnieje w Chinach nie będą rozgrywane.
18 listopada MKOl wydał oświadczenie, w którym określił, że otrzymał od strony chińskiej najnowsze raporty w sprawie Peng i zostali zapewnieni, że jest ona bezpieczna. W sytuację zaangażowały się również Amnesty International oraz ONZ, które zgodnie oświadczyły, że oczekują podania od chińskich władz miejsca pobytu tenisistki, jej stanu zdrowia oraz wezwały do przejrzystości w sprawie oskarżeń względem Zhanga.
Dzień później chiński reporter mediów państwowych Shen Shiwei opublikował za pośrednictwem portalu Twitter zrzuty ekranu z WeChat, przedstawiające rzekomą konwersację Peng z jej koleżanką. Na wymianę wiadomości składały się trzy zdjęcia, na których widać było tenisistkę przebywającą w otoczeniu maskotek oraz swojego kota. Następnie dziennikarz Hu Xijin zaprezentował w mediach społecznościowych dwa nagrania. Pierwsze z nich zostało sfilmowane w restauracji, gdzie można było zauważyć Peng w otoczeniu innych osób, natomiast na drugim filmie przedstawiono tenisistkę podczas otwarcia turnieju tenisowego dla dzieci Fila Kids Junior Challenge w Pekinie.
21 listopada MKOl ogłosił, że przewodniczący komitetu Thomas Bach odbył rozmowę wideo z Peng, która zapewniła go, że jest bezpieczna oraz poprosiła o poszanowanie jej prywatności. W odpowiedzi na to spotkanie WTA oświadczyło, iż pomimo tego, że dobrze było zobaczyć tenisistkę na ostatnich nagraniach nie łagodzi to obaw organizacji co do samopoczucia Peng oraz komunikowania się Chinki z otoczeniem bez cenzury. Federacja poprosiła również o możliwość zorganizowania spotkania Steve’a Simona z Peng poza granicami Chin lub za pośrednictwem telekonferencji na żywo. WTA wezwało także do przeprowadzenia dochodzenia w sprawie molestowania seksualnego, która zapoczątkowała tę sytuację.
1 grudnia dyrektor WTA Steve Simon w kolejnym oświadczeniu ogłosił, że ze względu na brak wiarygodności strony chińskiej w sprawie Peng, dotychczasowo rozgrywane w Chinach turnieje zostają zawieszone.
7 lutego 2022 w wywiadzie dla francuskich mediów Peng zaprzeczyła oskarżeniom o napaść na tle seksualnym i ogłosiła, że odchodzi z zawodowego tenisa.

## Historia występów wielkoszlemowych
Legenda
     W, wygrany turniej
     F, przegrana w finale
     SF, przegrana w półfinale
     QF, przegrana w ćwierćfinale
     xR, przegrana w x rundzie
     A, brak startu
     NH, turniej nie odbył się

### Występy w grze pojedynczej
| Australian Open        | A   | A   | A   | A  | 2R | 1R | 2R | 1R | 3R | 1R | 4R | 2R | 2R | 1R | 4R  | A   | 2R | 1R  | 1R | 1R | 0 / 15 | 13 – 15 |  |  |  |  |
| French Open            | A   | A   | A   | A  | 2R | 2R | A  | 2R | 1R | A  | 3R | 3R | 2R | 1R | 1R  | A   | 1R | 2R  | Q1 | A  | 0 / 11 | 9 – 11  |  |  |  |  |
| Wimbledon              | A   | A   | A   | 1R | A  | 3R | 1R | 3R | 2R | A  | 4R | 4R | 2R | 4R | A   | 1R  | 3R | 1R  | Q1 | NH | 0 / 12 | 17 – 12 |  |  |  |  |
| US Open                | A   | A   | A   | A  | 1R | 1R | 1R | 2R | 2R | 3R | 4R | 1R | 2R | SF | A   | 1R  | 2R | A   | 2R | A  | 0 / 13 | 15 – 13 |  |  |  |  |
|                        |     |     |     |    |    |    |    |    |    |    |    |    |    |    |     |     |    |     |    |    |        |         |  |  |  |  |
| Ranking na koniec roku | 520 | 359 | 326 | 73 | 37 | 56 | 46 | 40 | 47 | 72 | 17 | 40 | 45 | 22 | 136 | 103 | 27 | 298 | 75 |    | 0 / 51 | 54 – 51 |  |  |  |  |

### Występy w grze podwójnej
| Australian Open        | A   | A | A | A  | 3R | 2R  | 2R | 2R | QF | 3R | 3R | 1R | 3R | 2R | 1R  | 1R | F  | SF | 1R | 1R | 0 / 16 | 24 – 16 |  |  |  |  |  |
| French Open            | A   | A | A | A  | 1R | 2R  | A  | 3R | SF | A  | 2R | 3R | 2R | W  | A   | A  | 3R | 1R | A  | A  | 1 / 10 | 19 – 9  |  |  |  |  |  |
| Wimbledon              | A   | A | A | A  | A  | 2R  | QF | 1R | 1R | A  | QF | 1R | W  | 3R | A   | 2R | A  | 2R | 1R | NH | 1 / 11 | 17 – 9  |  |  |  |  |  |
| US Open                | A   | A | A | QF | 2R | 1R  | 2R | 3R | 2R | 2R | 1R | QF | QF | 3R | A   | A  | SF | A  | 2R | A  | 0 / 13 | 22 – 13 |  |  |  |  |  |
|                        |     |   |   |    |    |     |    |    |    |    |    |    |    |    |     |    |    |    |    |    |        |         |  |  |  |  |  |
| Ranking na koniec roku | 655 | – | – | 85 | 61 | 103 | 20 | 27 | 12 | 39 | 25 | 56 | 4  | 3  | 872 | 43 | 9  | 63 | 49 |    | 2 / 50 | 82 – 47 |  |  |  |  |  |

### Występy w grze mieszanej
| Australian Open | A | A | A | A | A | A  | A | A  | A  | A | A | 1R | A | A | A | A | A | 1R | A | A  | 0 / 2 | 0 – 2 |  |  |  |  |  |
| French Open     | A | A | A | A | A | A  | A | 1R | A  | A | A | A  | A | A | A | A | A | A  | A | NH | 0 / 1 | 0 – 1 |  |  |  |  |  |
| Wimbledon       | A | A | A | A | A | 1R | A | 3R | 2R | A | A | A  | A | A | A | A | A | A  | A | NH | 0 / 3 | 0 – 3 |  |  |  |  |  |
| US Open         | A | A | A | A | A | A  | A | 1R | A  | A | A | A  | A | A | A | A | A | A  | A | NH | 0 / 1 | 0 – 1 |  |  |  |  |  |
|                 |   |   |   |   |   |    |   |    |    |   |   |    |   |   |   |   |   |    |   |    |       |       |  |  |  |  |  |
|                 |   |   |   |   |   |    |   |    |    |   |   |    |   |   |   |   |   |    |   |    | 0 / 7 | 0 – 7 |  |  |  |  |  |

## Finały turniejów WTA
| Legenda                     | Legenda |
| --------------------------- | ------- |
| Wielki Szlem                |         |
| Igrzyska olimpijskie        |         |
| WTA Tour Championships      |         |
| 1988 – 2008                 |         |
| Kategoria I                 |         |
| Kategoria II                |         |
| Kategoria III               |         |
| Kategoria IV                |         |
| Kategoria V                 |         |
| 2009 – 2020                 |         |
| WTA Premier Mandatory       |         |
| WTA Premier 5               |         |
| WTA Premier                 |         |
| WTA International Series    |         |
| WTA 125K series (2012–2020) |         |

### Gra pojedyncza 9 (2–7)
| Końcowy wynik | Nr | Data                 | Turniej      | Nawierzchnia  | Przeciwniczka      | Wynik finału     |
| ------------- | -- | -------------------- | ------------ | ------------- | ------------------ | ---------------- |
| Finalistka    | 1. | 27 maja 2006         | Strasburg    | Ceglana       | Nicole Vaidišová   | 6:7(7), 3:6      |
| Finalistka    | 2. | 23 sierpnia 2008     | Forest Hills | Twarda        | Lucie Šafářová     | 4:6, 2:6         |
| Finalistka    | 3. | 21 września 2008     | Kanton       | Twarda        | Wiera Zwonariowa   | 7:6(4), 0:6, 2:6 |
| Finalistka    | 4. | 21 maja 2011         | Bruksela     | Ceglana       | Caroline Wozniacki | 6:2, 3:6, 3:6    |
| Finalistka    | 5. | 25 maja 2013         | Bruksela     | Ceglana       | Kaia Kanepi        | 2:6, 5:7         |
| Finalistka    | 6. | 4 stycznia 2014      | Shenzhen     | Twarda        | Li Na              | 4:6, 5:7         |
| Zwyciężczyni  | 1. | 16 października 2016 | Tiencin      | Twarda        | Alison Riske       | 7:6(3), 6:2      |
| Finalistka    | 7. | 5 lutego 2017        | Tajpej       | Twarda (hala) | Elina Switolina    | 3:6, 2:6         |
| Zwyciężczyni  | 2. | 30 lipca 2017        | Nanchang     | Twarda        | Nao Hibino         | 6:3, 6:2         |

### Gra podwójna 32 (23–9)
| Końcowy wynik | Nr  | Data                 | Turniej         | Nawierzchnia  | Partnerka         | Przeciwniczki                             | Wynik finału         |
| ------------- | --- | -------------------- | --------------- | ------------- | ----------------- | ----------------------------------------- | -------------------- |
| Finalistka    | 1.  | 15 kwietnia 2007     | Charleston      | Ceglana       | Sun Tiantian      | Yan Zi Zheng Jie                          | 5:7, 0:6             |
| Zwyciężczyni  | 1.  | 29 września 2007     | Kanton          | Twarda        | Yan Zi            | Vania King Sun Tiantian                   | 6:3, 6:4             |
| Zwyciężczyni  | 2.  | 9 marca 2008         | Bangalore       | Twarda        | Sun Tiantian      | Chan Yung-jan Chuang Chia-jung            | 6:4, 5:7, 10–8       |
| Zwyciężczyni  | 3.  | 14 września 2008     | Bali            | Twarda        | Hsieh Su-wei      | Marta Domachowska Nadieżda Pietrowa       | 6:7(4), 7:6(3), 10–7 |
| Zwyciężczyni  | 4.  | 16 stycznia 2009     | Sydney          | Twarda        | Hsieh Su-wei      | Nathalie Dechy Casey Dellacqua            | 6:0, 6:1             |
| Zwyciężczyni  | 5.  | 9 maja 2009          | Rzym            | Ceglana       | Hsieh Su-wei      | Daniela Hantuchová Ai Sugiyama            | 7:5, 7:6(5)          |
| Zwyciężczyni  | 6.  | 10 października 2009 | Pekin           | Twarda        | Hsieh Su-wei      | Ałła Kudriawcewa Jekatierina Makarowa     | 6:3, 6:1             |
| Finalistka    | 2.  | 11 kwietnia 2010     | Ponte Beach     | Ceglana       | Chuang Chia-jung  | Bethanie Mattek-Sands Yan Zi              | 6:4, 4:6, 8–10       |
| Finalistka    | 3.  | 2 października 2010  | Tokio           | Twarda        | Szachar Pe’er     | Iveta Benešová Barbora Záhlavová-Strýcová | 4:6, 6:4, 8–10       |
| Zwyciężczyni  | 7.  | 15 maja 2011         | Rzym            | Ceglana       | Zheng Jie         | Vania King Jarosława Szwiedowa            | 6:2, 6:3             |
| Zwyciężczyni  | 8.  | 19 maja 2013         | Rzym            | Ceglana       | Hsieh Su-wei      | Sara Errani Roberta Vinci                 | 4:6, 6:3, 10–8       |
| Zwyciężczyni  | 9.  | 6 lipca 2013         | Wimbledon       | Trawiasta     | Hsieh Su-wei      | Ashleigh Barty Casey Dellacqua            | 7:6(1), 6:1          |
| Zwyciężczyni  | 10. | 18 sierpnia 2013     | Cincinnati      | Twarda        | Hsieh Su-wei      | Anna-Lena Grönefeld Květa Peschke         | 2:6, 6:3, 12–10      |
| Zwyciężczyni  | 11. | 21 września 2013     | Kanton          | Twarda        | Hsieh Su-wei      | Vania King Galina Woskobojewa             | 6:3, 4:6, 12–10      |
| Zwyciężczyni  | 12. | 27 października 2013 | Stambuł         | Twarda (hala) | Hsieh Su-wei      | Jekatierina Makarowa Jelena Wiesnina      | 6:4, 7:5             |
| Zwyciężczyni  | 13. | 2 lutego 2014        | Pattaya         | Twarda        | Zhang Shuai       | Ałła Kudriawcewa Anastasija Rodionowa     | 3:6, 7:6(5), 10–6    |
| Zwyciężczyni  | 14. | 16 lutego 2014       | Ad-Dauha        | Twarda        | Hsieh Su-wei      | Květa Peschke Katarina Srebotnik          | 6:4, 6:0             |
| Zwyciężczyni  | 15. | 15 marca 2014        | Indian Wells    | Twarda        | Hsieh Su-wei      | Cara Black Sania Mirza                    | 7:6(5), 6:2          |
| Zwyciężczyni  | 16. | 8 czerwca 2014       | French Open     | Ceglana       | Hsieh Su-wei      | Sara Errani Roberta Vinci                 | 6:4, 6:1             |
| Zwyciężczyni  | 17. | 5 października 2014  | Pekin           | Twarda        | Andrea Hlaváčková | Cara Black Sania Mirza                    | 6:4, 6:4             |
| Finalistka    | 4.  | 26 października 2014 | Singapur        | Twarda (hala) | Hsieh Su-wei      | Cara Black Sania Mirza                    | 1:6, 0:6             |
| Zwyciężczyni  | 18. | 12 czerwca 2016      | Nottingham      | Trawiasta     | Andrea Hlaváčková | Gabriela Dabrowski Yang Zhaoxuan          | 7:5, 3:6, 10–7       |
| Zwyciężczyni  | 19. | 24 września 2016     | Kanton          | Twarda        | Asia Muhammad     | Wolha Hawarcowa Wiera Łapko               | 6:2, 7:6(3)          |
| Zwyciężczyni  | 20. | 16 października 2016 | Tiencin         | Twarda        | Christina McHale  | Magda Linette Xu Yifan                    | 7:6(8), 6:0          |
| Zwyciężczyni  | 21. | 7 stycznia 2017      | Shenzhen        | Twarda        | Andrea Hlaváčková | Raluca Olaru Olha Sawczuk                 | 6:1, 7:5             |
| Finalistka    | 5.  | 27 stycznia 2017     | Australian Open | Twarda        | Andrea Hlaváčková | Bethanie Mattek-Sands Lucie Šafářová      | 7:6(4), 3:6, 3:6     |
| Finalistka    | 6.  | 25 lutego 2017       | Dubaj           | Twarda        | Andrea Hlaváčková | Jekatierina Makarowa Jelena Wiesnina      | 2:6, 6:4, 7–10       |
| Finalistka    | 7.  | 24 lutego 2018       | Dubaj           | Twarda        | Hsieh Su-wei      | Chan Hao-ching Yang Zhaoxuan              | 6:4, 2:6, 6–10       |
| Zwyciężczyni  | 22. | 5 stycznia 2019      | Shenzhen        | Twarda        | Yang Zhaoxuan     | Duan Yingying Renata Voráčová             | 6:4, 6:3             |
| Finalistka    | 8.  | 15 września 2019     | Nanchang        | Twarda        | Zhang Shuai       | Wang Xinyu Zhu Lin                        | 2:6, 6:7(5)          |
| Zwyciężczyni  | 23. | 21 września 2019     | Kanton          | Twarda        | Laura Siegemund   | Alexa Guarachi Giuliana Olmos             | 6:2, 6:1             |
| Finalistka    | 9.  | 18 stycznia 2020     | Hobart          | Twarda        | Zhang Shuai       | Nadija Kiczenok Sania Mirza               | 4:6, 4:6             |

## Finały turniejów WTA 125K series

### Gra pojedyncza 3 (2–1)
| Końcowy wynik | Nr | Data              | Turniej   | Nawierzchnia  | Przeciwniczka | Wynik finału           |
| ------------- | -- | ----------------- | --------- | ------------- | ------------- | ---------------------- |
| Zwyciężczyni  | 1. | 27 lipca 2014     | Nanchang  | Twarda        | Liu Fangzhou  | 6:2, 3:6, 6:3          |
| Finalistka    | 1. | 23 kwietnia 2017  | Zhengzhou | Twarda (hala) | Wang Qiang    | 6:3, 6:7(3), 1:1 krecz |
| Zwyciężczyni  | 2. | 18 listopada 2018 | Houston   | Twarda        | Lauren Davis  | 1:6, 7:5, 6:4          |

### Gra podwójna 1 (1–0)
| Końcowy wynik | Nr | Data             | Turniej | Nawierzchnia | Partnerka     | Przeciwniczki            | Wynik finału |
| ------------- | -- | ---------------- | ------- | ------------ | ------------- | ------------------------ | ------------ |
| Zwyciężczyni  | 1. | 28 kwietnia 2019 | Anning  | Ceglana      | Yang Zhaoxuan | Duan Yingying Han Xinyun | 7:5, 6:2     |

## Występy w Turnieju Mistrzyń

### W grze podwójnej
| Rok  | Rezultat              | Partnerka         | Przeciwniczki                                                                    | Wynik                                                                            |
| 2013 | Zwycięstwo            | Hsieh Su-wei      | Jekatierina Makarowa Jelena Wiesnina                                             | 6:4, 7:5                                                                         |
| 2014 | Finał                 | Hsieh Su-wei      | Cara Black Sania Mirza                                                           | 1:6, 0:6                                                                         |
| 2017 | Wycofanie             | Andrea Hlaváčková | zaprzestały wspólnych występów i mimo zakwalifikowania się rezygnowały ze startu | zaprzestały wspólnych występów i mimo zakwalifikowania się rezygnowały ze startu |
| 2017 | Zawodniczki rezerwowe | Sania Mirza       | nie wystąpiły                                                                    | nie wystąpiły                                                                    |

## Występy w igrzyskach olimpijskich

### Gra pojedyncza
| Runda                                                                          | Przeciwniczka                   | Wynik            |  |
| ------------------------------------------------------------------------------ | ------------------------------- | ---------------- |  |
|                                                                                |                                 |                  |  |
| Letnie Igrzyska Olimpijskie w Pekinie 2008, reprezentując państwo Chiny        |                                 |                  |  |
| I runda                                                                        | Hiszpania: Carla Suárez Navarro | 7:5, 7:6(2)      |  |
| II runda                                                                       | Francja: Alizé Cornet [2]       | 2:6, 2:6         |  |
|                                                                                |                                 |                  |  |
| Letnie Igrzyska Olimpijskie w Londynie 2012, reprezentując państwo Chiny       |                                 |                  |  |
| I runda                                                                        | Chińskie Tajpej: Hsieh Su-wei   | 6:3, 6:7(3), 7:5 |  |
| II runda                                                                       | Czechy: Petra Kvitová [6]       | 5:7, 6:2, 1:6    |  |
|                                                                                |                                 |                  |  |
| Letnie Igrzyska Olimpijskie w Rio de Janeiro 2016, reprezentując państwo Chiny |                                 |                  |  |
| I runda                                                                        | Wielka Brytania: Heather Watson | 6:4, 6:7(5), 3:6 |  |

### Gra podwójna
| Runda                                                                          | Partnerka    | Przeciwniczki                                                       | Wynik            |
| ------------------------------------------------------------------------------ | ------------ | ------------------------------------------------------------------- | ---------------- |
|                                                                                |              |                                                                     |                  |
| Letnie Igrzyska Olimpijskie w Pekinie 2008, reprezentując państwo Chiny        |              |                                                                     |                  |
| I runda                                                                        | Sun Tiantian | Białoruś: Wolha Hawarcowa / Darja Kustawa                           | 6:7(1), 6:7(3)   |
|                                                                                |              |                                                                     |                  |
| Letnie Igrzyska Olimpijskie w Londynie 2012, reprezentując państwo Chiny       |              |                                                                     |                  |
| I runda                                                                        | Zheng Jie    | Francja: Alizé Cornet / Kristina Mladenovic                         | 6:1, 6:7(3), 6:3 |
| II runda                                                                       | Zheng Jie    | Hiszpania: Nuria Llagostera Vives / María José Martínez Sánchez [8] | 6:4, 6:2         |
| Ćwierćfinał                                                                    | Zheng Jie    | Rosja: Marija Kirilenko / Nadieżda Pietrowa [3]                     | 5:7, 7:6(4), 4:6 |
|                                                                                |              |                                                                     |                  |
| Letnie Igrzyska Olimpijskie w Rio de Janeiro 2016, reprezentując państwo Chiny |              |                                                                     |                  |
| I runda                                                                        | Zhang Shuai  | Indie: Sania Mirza / Prarthana Thombare                             | 7:6(6), 5:7, 7:5 |
| II runda                                                                       | Zhang Shuai  | Czechy: Andrea Hlaváčková / Lucie Hradecká [6]                      | 4:6, 4:6         |